# Ilvaïta
La ilvaïta és un mineral de la classe dels silicats que pertany al grup de la lawsonita. El seu nom prové de Ilva, el nom antic de l'illa d'Elba, on es troba la seva localitat tipus.

## Característiques
La ilvaïta és un sorosilicat de fórmula química CaFe3+Fe2+
2(Si₂O₇)O(OH). Cristal·litza en el sistema ortoròmbic. Els cristalls són prismàtics, estriats al llarg de {001}, de fins a 25 cm; també poden ser columnars, radiants o massius compactes. La seva duresa a l'escala de Mohs és 5,5 a 6. És l'anàleg mineral amb ferro de la manganilvaïta. N'existeixen polimorfs monoclínics i ortoròmbics.
Segons la classificació de Nickel-Strunz, la ilvaïta pertany a «09.BE - Estructures de sorosilicats, amb grups Si₂O₇, amb anions addicionals; cations en coordinació octaèdrica [6] i major coordinació» juntament amb els següents minerals: wadsleyita, hennomartinita, lawsonita, noelbensonita, itoigawaïta, manganilvaïta, suolunita, jaffeïta, fresnoïta, baghdadita, burpalita, cuspidina, hiortdahlita, janhaugita, låvenita, niocalita, normandita, wöhlerita, hiortdahlita I, marianoïta, mosandrita, nacareniobsita-(Ce), götzenita, hainita, rosenbuschita, kochita, dovyrenita, baritolamprofil·lita, ericssonita, lamprofil·lita, ericssonita-2O, seidozerita, nabalamprofil·lita, grenmarita, schüllerita, lileyita, murmanita, epistolita, lomonossovita, vuonnemita, sobolevita, innelita, fosfoinnelita, yoshimuraïta, quadrufita, polifita, bornemanita, xkatulkalita, bafertisita, hejtmanita, bykovaïta, nechelyustovita, delindeïta, bussenita, jinshajiangita, perraultita, surkhobita, karnasurtita-(Ce), perrierita-(Ce), estronciochevkinita, chevkinita-(Ce), poliakovita-(Ce), rengeïta, matsubaraïta, dingdaohengita-(Ce), maoniupingita-(Ce), perrierita-(La), hezuolinita, fersmanita, belkovita, nasonita, kentrolita, melanotekita, til·leyita, kil·lalaïta, stavelotita-(La), biraïta-(Ce), cervandonita-(Ce) i batisivita.

## Formació i jaciments
La ilvaïta es forma en contacte amb roques metasomàtiques i dipòsits de ferro; també apareix en pedres calcàries metamorfosades i dolomies amb altres minerals calco-silicats. Va ser descoberta l'any 1811 a l'àrea de Torre di Rio - Santa Filomena a l'illa d'Elba (Província de Liorna, Itàlia). Als territoris de parla catalana ha estat descrita a l'skarn karn de Sarrahèra (Vall d'Aran). Sol trobar-se associada amb altres minerals com: quars, magnetita, hedenbergita, esfalerita i fluorita.